# Гуань Тун
Гуа́нь Тун (кит. трад. 關仝, упр. 关仝, пиньинь Guān Tóng; X век) — китайский художник-пейзажист, работавший в монохромной технике. Родился в Чанъани провинции Шэньси, непосредственный ученик и продолжатель Цзин Хао. Наряду с Ли Чэном и Фань Куанем его считали одним из основателей жанра. Го Жосюй, считал, что он превзошел учителя. Т. А. Пострелова называет годами его работы 907—923. К.Самосюк пишет, что в 932—936 он работал в Лояне при дворе династии Позднняя Тан. Сохранилось несколько приписываемых ему свитков в Гугуне и музеях Японии. Мнения знатоков, знакомых с оригиналами не всегда совпадали. Ми Фэй считал простоватыми фигуры на его пейзажах. Однако Го Жо-сюй высоко ценил его пейзажи.
Для его живописной манеры характерны сочетания размывов туши со свободным владением линией. Древний китайский теоретик и историк искусства Го Жо-сюй так описывает метод Гуань Туна: «Когда Гуань рисует листья деревьев, он покрывает пространство (между листьями) тушью, сильно разведённой в воде; когда же показывает высохшие ветки, удары (его) кисти сильные и широкие. Его ученикам трудно (этого) достичь».
В другом цзюане своего трактата «Записки о живописи: что видел и слышал» (1082 г.) Го Жо-сюй пишет о нём так: "Гуань Тун родом из Чанъани. Писал горы-воды. Учился у Цзин Хао, но это, как говорится, индиго, извлечённое из травы лань (то есть превзошёл своего учителя), имя его в то время было знаменитым, никто не осмеливался делить с ним двор (то есть соперничать). Потомкам переданы такие картины: «Горная хижина в Чжаояне», «Ручей в горах, вечернее небо после дождя», «Пейзаж четырёх сезонов», «Персиковый источник», «Утренняя прогулка».
Главная заслуга Гуань Туна в истории китайской живописи заключается в том, что он сумел придать монохромному пейзажу высокую степень достоверности и правдоподобия, сделав его популярным сначала в Северном Китае, а затем во всей стране. Монохромный стиль, в отличие от аристократического цветного, «сине-зелёного» пейзажа, получил широкое распространение, а это в свою очередь свидетельствует о колоссальном увлечении пейзажным жанром в то время. Гуань Туну приписывается несколько прекрасных работ, хранящих следы его стиля, однако ни одна из них не подписана. Гуань Тун, также как Дун Юань, Цзин Хао и Цзюйжань, никогда не подписывал свои работы, их принадлежность этому мастеру была определена старинными коллекционерами, такими как Ми Фу и Дун Цичан, которые оставили на свитках свои надписи.
Среди его наследия более всех известен свиток «Осенние горы в сумерках» (Гугун, Тайбэй). Он выглядит как иллюстрация к одной из прославленных поэм, посвящённых тяготам путешествий, таких, например, как поэма Ли Бо «Дорога в Шу трудна». С одной стороны, это икона с изображением «инь и ян», что изначально подразумевается в жанре «горы-воды», с другой, это сложная поэтическая метафора: пустынная крутая тропа поднимается высоко в тёмные горы, и вдалеке, между горными вершинами видна верхушка буддийской пагоды; дорога есть, но путь по ней труден, а цель таинственна и непостижима.
Произведениям Гуань Туна придаёт силу способ изображения гор; у него они имеют плотную, компактную структуру, впрочем, это характерно и для пейзажа его учителя Цзин Хао. Интересно, что когда несколько лет назад были произведены раскопки в гробницах северного Китая конца X века, в них были обнаружены шёлковые свитки с пейзажами, выполненными в похожей манере. Это свидетельствует о широкой распространённости стиля, созданного Цзин Хао и Гуань Туном уже в то время. Два этих художника создали великолепную живописную технику для передачи суровой красоты северных гор, в то время как на юге Китая использовалась иные композиционные схемы живописи, соответствующие изображению равнинного пейзажа.